# 宝蔵寺 (明石市)
宝蔵寺（ほうぞうじ）は、兵庫県明石市林にある真言宗大覚寺派の寺院。

## 歴史
1396年（応永3年）、明石沖から引き揚げた木造の毘沙門天を本尊としている。

## 所在地
〒673-0034 兵庫県明石市林2丁目1-12

## 文化財
- 市指定文化財（彫刻）
  - 木造毘沙門天及び両脇侍像（室町時代初期） - 1981年（昭56年）3月19日指定[1]

## 周辺
- 明石税務署
- 明石市立林小学校
- 林崎漁港
- 密蔵院
- 明石川

## 交通
- 山陽電車 西新町駅から南西へ徒歩約12分